# Пешич, Бранко (политик)
Бранко Пешич (серб. кир. Бранко Пешић; 1 октября 1922 года — 4 февраля 1986 года) — югославский политик.
Воевал в рядах югославских партизан во время Второй мировой войны, был мэром Белграда с 1964 по 1974 год. Был одним из самых популярных мэров Белграда, за десятилетие пребывание в должности было построено и завершено множество важных городских проектов.

## Биография
Бранко Пешич родился 1 октября 1922 года в Земуне в семье отца Дмитрия «Миты» (1900—1976) и матери Анки (1897—1983) Пешич. Окончил Земунскую гимназию. После этого он изучал право в Белградском университете. Ещё будучи учеником Земунской гимназии, он примкнул к революционному движению и стал членом Союза коммунистической молодежи Югославии.
После немецкого вторжения и оккупации Королевства Югославия в 1941 году он оставил учебу и присоединился к антифашистскому движению. Сначала подрывной деятельностью в оккупированном Земуне и его окрестностях, где принимал участие в подготовке и организации саботажа и диверсий против оккупантов. Позже он присоединился к югославским партизанам, воевал в Боснии в составе бригад Воеводины. Во время войны он был политруком и командиром батальона. В 1942 году стал членом Коммунистической партии Югославии.
После войны он окончил Политическое училище Джуро Джаковича и выполнял различные политические функции. Был членом и секретарём комитета Коммунистической партии Сербии по Земуну, секретарем комитета СКМЮ по Земуну и Белграду, членом и секретарём городского комитета Союза коммунистов Сербии и президентом Социалистического союза рабочих народа Югославии в городском совете Белграда.
Он также был членом бюро ЦК Народной молодёжи Сербии, председателем Земунского городского собрания с 1955 по 1958 год, инструктором ЦК Союза коммунистов Сербии, секретарём по товарным перевозкам в Исполнительном совете Социалистической Республики Сербия и вторым секретарём Президиума СР Сербии. Также был секретарём Ассамблеи СР Сербии с 1982 по 1984 год.
Неоднократно избирался депутатом Республиканского собрания СР Сербии и Собрания СФР Югославии. Был избран членом ЦК Союза коммунистов Сербии на четвёртом и пятом съездах партии.
Он также был президентом Футбольной ассоциации Югославии с 1953 по 1955 и с 1956 по 1957 год.

### На посту мэра Белграда
Пешич был мэром Белграда с 1964 по 1974 год и до сих пор считается одним из самых популярных мэров этого города. Во время его пребывания в должности было построено много важных зданий, таких как транспортная развязка Мостар, мост Газела, туннель Теразие и Београджанка, среди прочих. Во время его пребывания в должности был представлен амбициозный план развития Белграда в сторону окружающих его рек (Белград на Саве), а также началось строительство Белградского железнодорожного узла и Белградского метро. Какое-то время его советником по экономическим вопросам был Слободан Милошевич после окончания университета в 1966 году. Пребывание Пешича на посту мэра часто называют золотым веком Белграда, за что его прозвали Периклом из Земуна.

## Личная жизнь
Пешич дважды был женат. От первого брака с профессором философии Загоркой Голубович у него родилась дочь по имени Бранислава, а от второго брака с Десанкой Деса Пешич у него родились сын Лазар и дочь София.

## Смерть и наследие
За свою жизнь он был награждён многими югославскими наградами, в том числе Памятной медалью партизан 1941 года. 24 января 1986 года был награждён орденом Героя Социалистического Труда.
Умер от рака 4 февраля 1986 года и похоронен на семейном участке на Земунском кладбище.
Улица в Земуне, недалеко от дома его семьи, носит его имя. Его именем также названа начальная школа в Земуне.